# Logis de la Gachetière
Le logis de la Gachetière est un manoir situé à Saint-Jean-des-Mauvrets, dans le département de Maine-et-Loire, en France.

## Localisation
Le manoir est situé dans le département français de Maine-et-Loire, sur la commune de Saint-Jean-des-Mauvrets.

## Historique
L'édifice est inscrit au titre des monuments historiques en 1997.